# Whizzer (Kleinkraftrad)
Whizzer ist ein US-amerikanischer Hersteller von Kleinkrafträdern und Anbaumotoren für Fahrräder.

## Geschichte

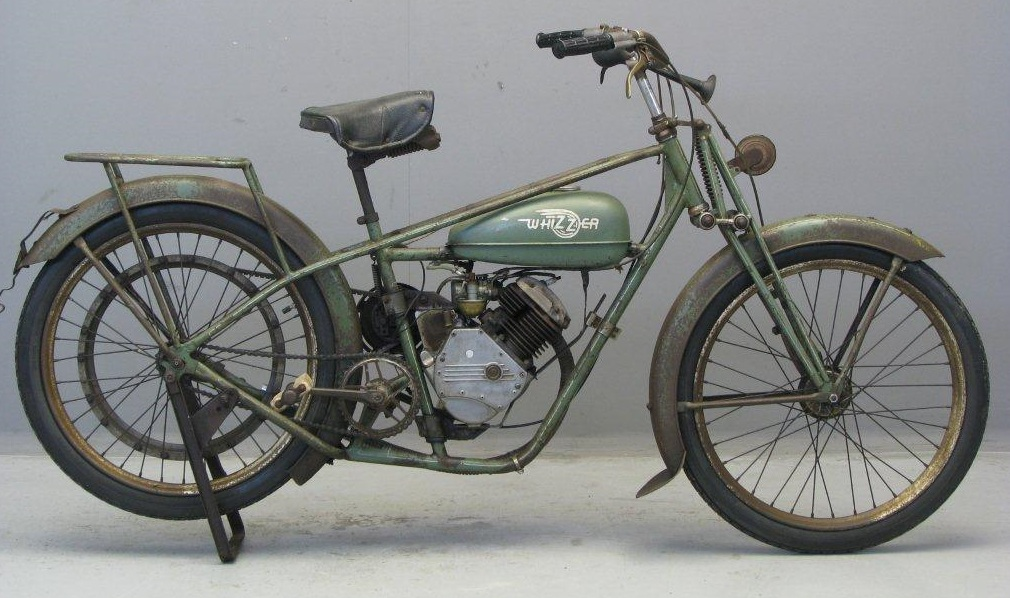
Baujahr 1947 mit 150 Kubikzentimeter Motor

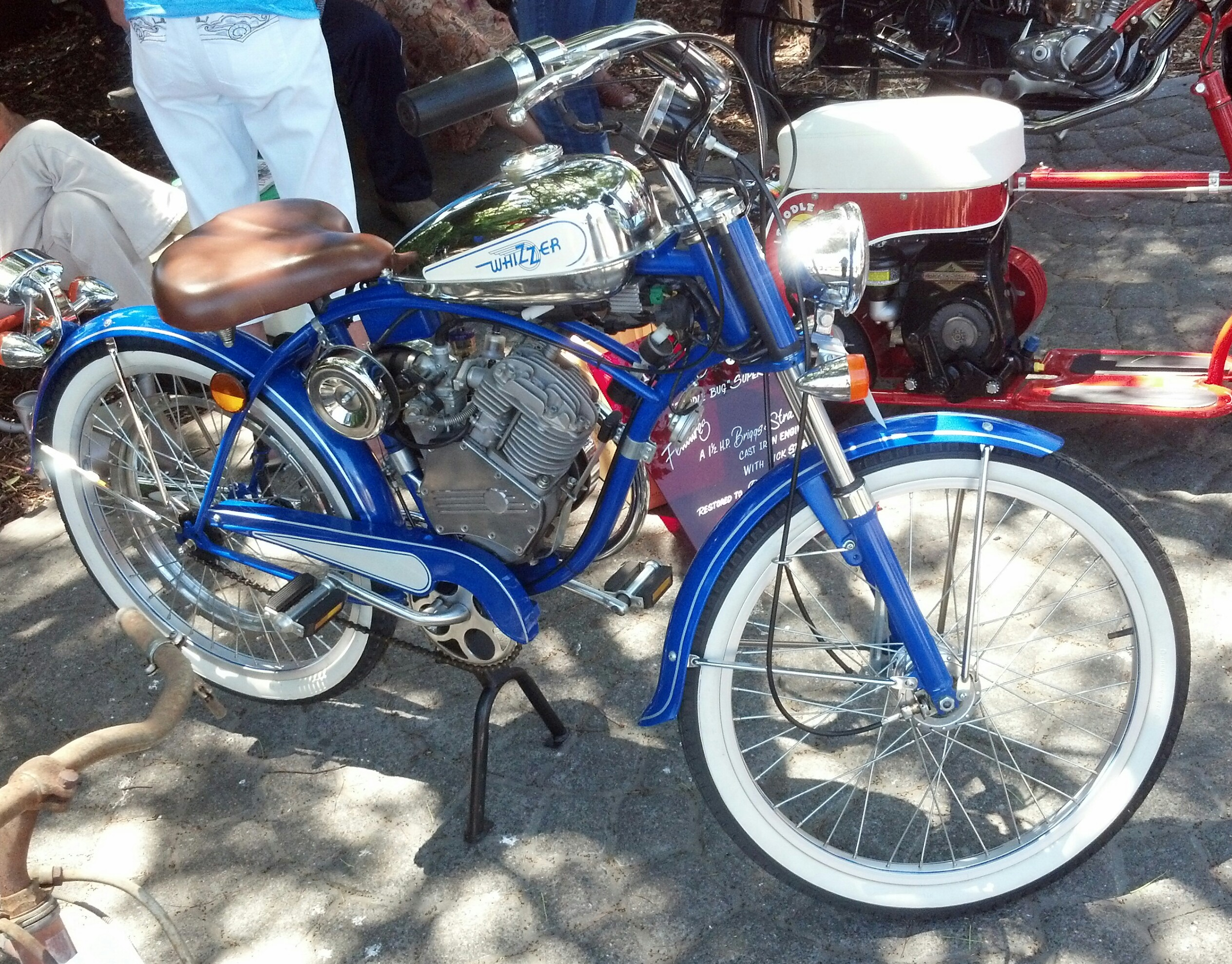
Neues Modell ab Anfang 2000er

Von 1939 bis 1965 stellte Whizzer Anbaumotoren her, die an Fahrrädern befestigt werden konnten, wodurch ein Fahrrad mit Hilfsmotor entstand. Parallel dazu wurden auch Bausätze mit Motor und Fahrrad sowie komplette Fahrzeuge vertrieben.
Der Whizzer Anbaumotor wurde ab 1939 von Breene-Taylor-Engineering, einem Hersteller von Flugzeugteilen, hergestellt. Bis 1942 wurden etwa 2500 Motoren verkauft und danach wurde das Unternehmen an Dietrich Kohlsatt und Martin Goldman verkauft.
1943 während des Zweiten Weltkriegs durfte die Whizzer Motorbike Company mit einer Ausnahmegenehmigung die Produktion weiterführen und brachte 1948 den „Pacemaker“, ein erstes vormontiertes motorisiertes Fahrrad auf den Markt. Im Mai 1948 wurden nach eigenen Angaben seit Gründung des Unternehmens 150.000 Motoren verkauft, es bestanden knapp 150 Whizzer Verkaufsstellen und etwa 3500 Händler vertrieben die Whizzer Produkte. Ab 1955 firmierte man unter Whizzer Industries und erweiterte das Angebot um Kinderwagen, Spielzeuge oder auch Türen und Fenster. Zwischen 1965 und 1997 wurde die Produktion wegen wirtschaftlicher Probleme eingestellt. Ab 1997 wurde durch einen neuen Investor die Marke und Patentrechte übernommen und die Produktion wieder aufgenommen. Die neuen Whizzer Modelle glichen optisch den Originalen aus den 1950er Jahren, technisch waren sie aber auf dem aktuellen Stand der Zeit.